# Джеймс Грънди, негърски танц
„Джеймс Грънди, негърски танц“ (на английски: James Grundy, Cake Walk) е американски късометражен ням филм от 1895 година на режисьора Уилям Кенеди Диксън с участието на Джеймс Грънди, заснет в лабораториите на Томас Едисън в Ню Джърси. Кадри от филма не са достигнали до наши дни и той се смята за изгубен.

## Сюжет
Кинолентата представлява филмирана сцена от музикалното ревю „Югът преди войната“.

## В ролите
- Джеймс Грънди[3]